# Phalaropus tricolor

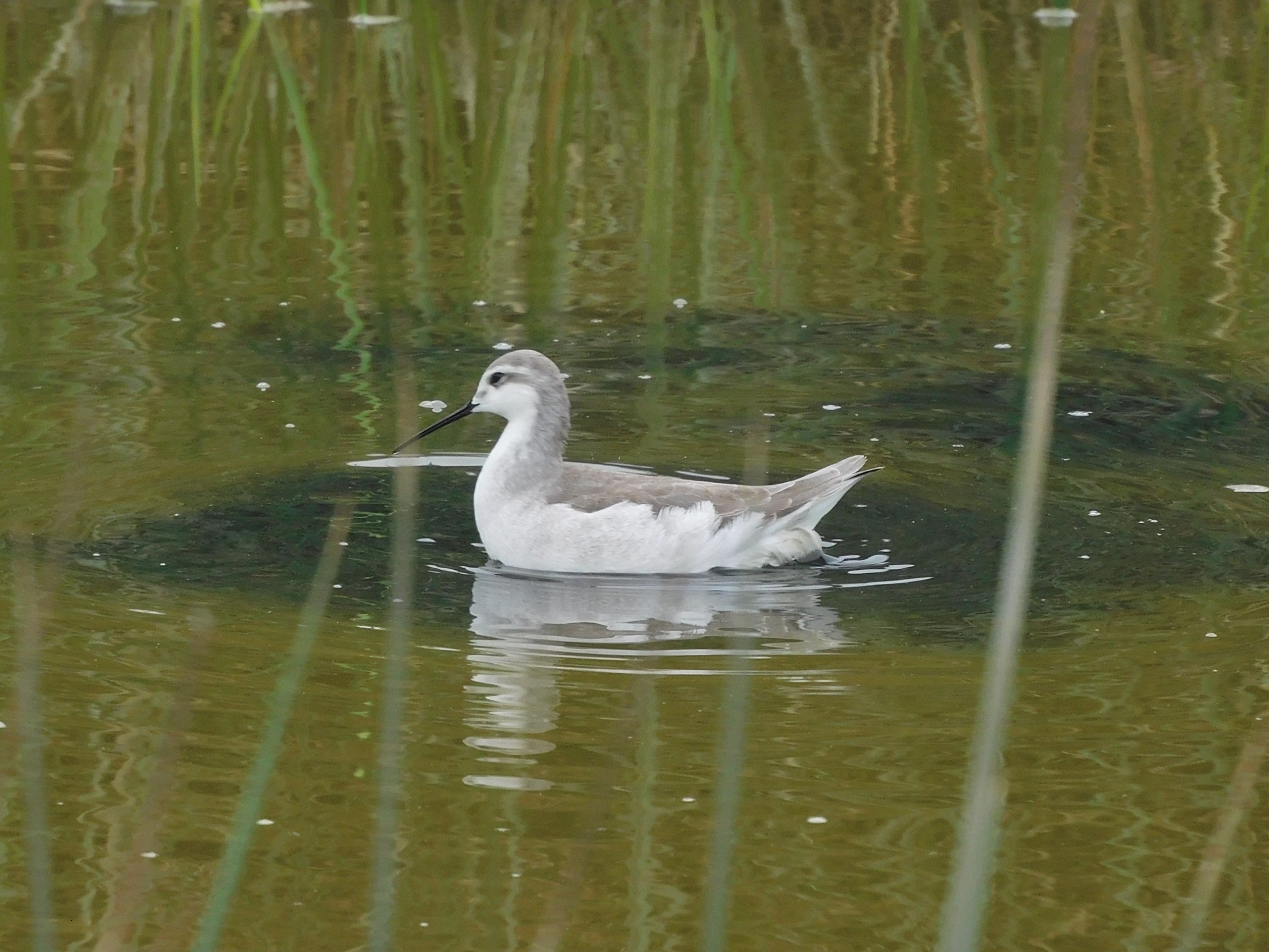
Falaropo tricolor (Phalaropus tricolor) en busca de alimento.

El falaropo tricolor o falaropo de Wilson (Phalaropus tricolor) también llamado pollito de mar tricolor, es una especie de ave Charadriiforme de la familia Scolopacidae propia de América.
Es el más grande de los falaropos; se reproduce en las praderas de Norteamérica, oeste de Canadá y de EE. UU.. Es un ave migratoria, invernando en los Andes centrales en Sudamérica. Pasan por Centroamérica en marzo o abril y vuelven durante septiembre u octubre. La especie es rara de hallar en el oeste de Europa.
Esta especie es muy mansa. Su nombre común es en honor al ornitólogo estadounidense Alexander Wilson. A veces se clasifica en el género monotípico Steganopus.

## Descripción
El falaropo de Wilson mide 23 cm de largo, con patas lobuladas y un pico recto, negro, fino y largo. La hembra es predominantemente gris y castaña arriba, con las partes bajas blancas, cuello rojizo y parches en el flanco también rojizos. El macho es una versión más suave de la hembra, con el cogote pardo, y los parches reducidos o ausentes.
Los pichones son gris y castaños arriba, con el vientre blancuzco y un parche negro en los ojos. En invierno, su plumaje es esencialmente gris arriba y blanco abajo, y mantiene los parches oculares.

## Ecología y estado de conservación
Es inusualmente halófilo (ama la sal) y come en grandes números cuando está migrando en lagos salinos como el lago Mono en California, el Parque Nacional de Ansenuza en Miramar, Argentina y el Gran Lago Salado de Utah, con frecuencia con el Phalaropus lobatus.
Cuando come, nada en pequeños y rápidos círculos, formando pequeños remolinos. Con esa conducta se ayuda levantando comida del fondo de aguas superficiales. Y con su pico logra alzarse con insectos o crustáceos.
Los típicos roles avícolas sexuales están invertidos en las tres especies de falaropos. Las hembras son más grandes y más brillantes. Las hembras conquistan machos, compiten por cubrir territorio de anidamiento, y agresivamente defienden sus nidos y sus machos elegidos. Una vez que ponen sus huevos, comienzan su migración sureña, dejando a los machos el rol de incubar los tres o cuatro huevos, en un nido en tierra cerca de agua.
Aunque muy común, esta población puede estar declinando en algunas áreas debido a la pérdida de hábitat de praderas húmedas. Y algunas pocas áreas de estadía son de crítica importancia durante su migración.